# Eisenhut (Helm)

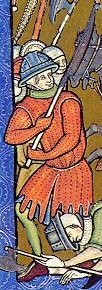
Kriegsknechte mit Eisenhüten (Maciejowski-Bibel, 13. Jh.)

Der Eisenhut (franz.: Chapel de fer) war ein im Hochmittelalter entstandener, schlichter Helmtypus in der Form eines Hutes mit Krempe.
Der Eisenhut kam wahrscheinlich im 11. Jahrhundert in Byzanz auf und war zum Teil auch von annähernd konischer Form. Die Helmglocke war komplett von einer breiten, teilweise nach unten gebogenen Krempe umgeben. Der Eisenhut schränkte Sicht und Atmung nicht ein und bot Schutz gegen von oben ausgeführte Angriffe (z. B. gegen Säbelhiebe von Reitern oder Wurfgeschosse von Verteidigern einer Festung).
Dieser Helmtypus war vor allem beim einfachen Fußvolk verbreitet, doch trugen gelegentlich auch Ritter unter Bedingungen wie Hitze einen Eisenhut, manchmal ergänzten sie ihn auch um einen am Brustpanzer befestigten Kinnschutz (Bart). In der Mitte des 15. Jahrhunderts entwickelte man aus dem Eisenhut die Schaller, indem man die Krempe auf der einen Seite zu einem Nackenschirm verlängerte und sie auf der anderen Seite stark verkürzte. Der Eisenhut war während des gesamten Hoch- und Spätmittelalters in ganz Europa gebräuchlich, bis im 16. Jahrhundert Helmarten wie der Morion und der Cabasset aus ihm entstanden und ihn verdrängten. Im 17. Jahrhundert kamen Eisenhüte auf, bei denen es sich um Nachbildungen von Hüten der damaligen Zivilmode handelte.
Auf dem Wappen der Stadt Landshut werden drei stilisierte Eisenhüte dargestellt, ein einzelner dieser Helme ist auch auf dem Wappen von Iphofen im bayerischen Regierungsbezirk Unterfranken zu finden.

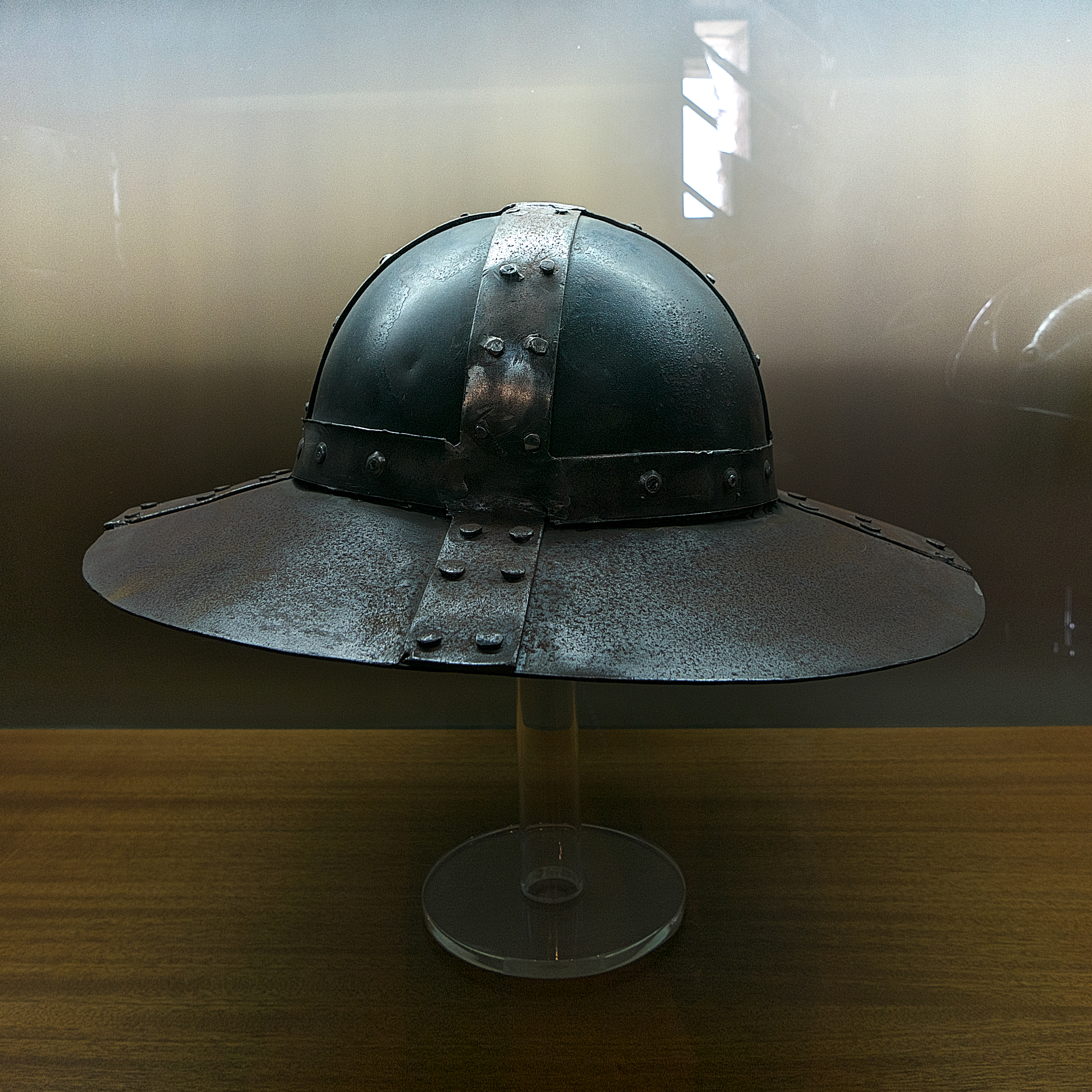
Besonders schwerer Eisenhut für Belagerungen (Italien, etwa 1460)
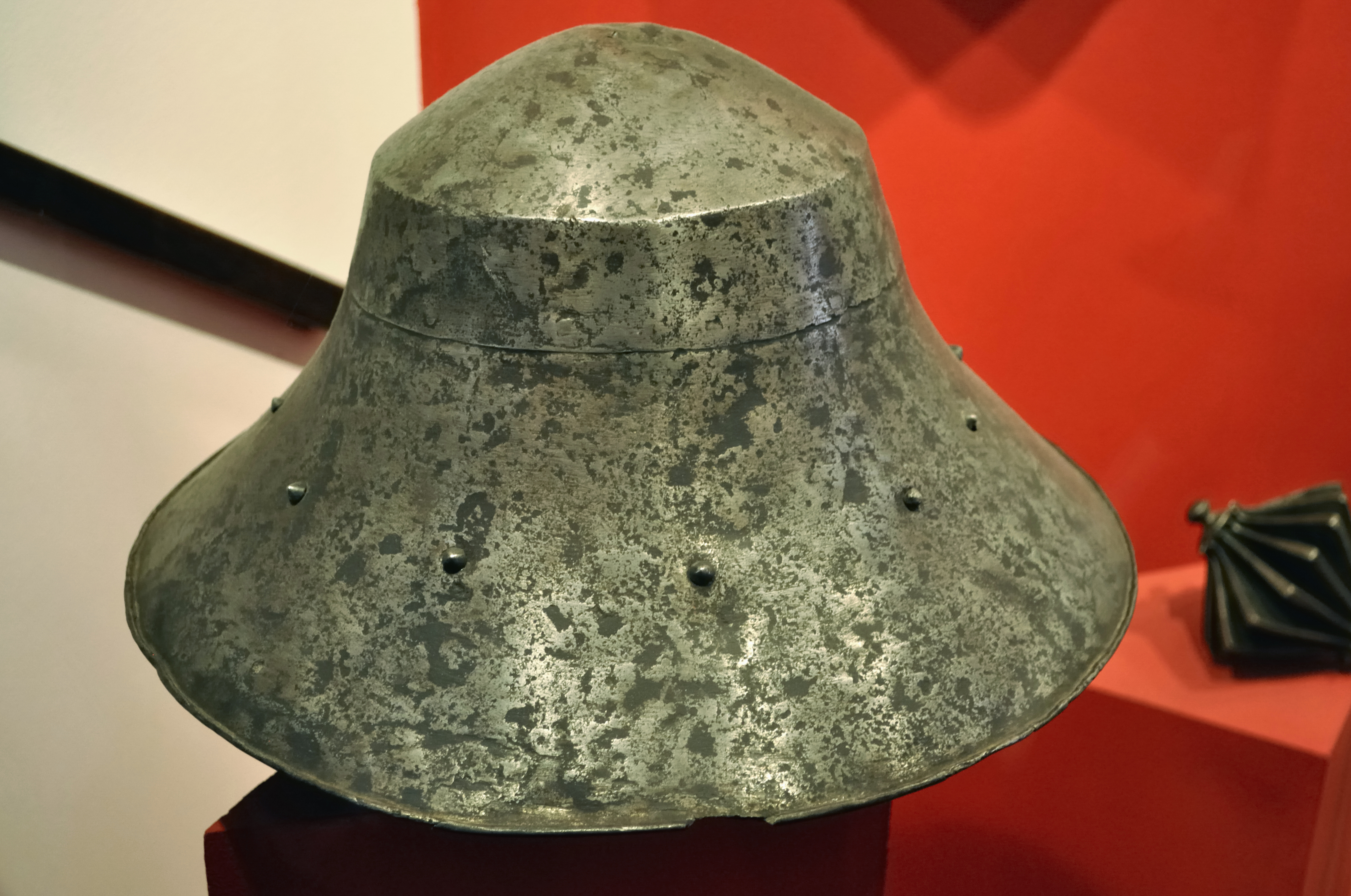
Malbork
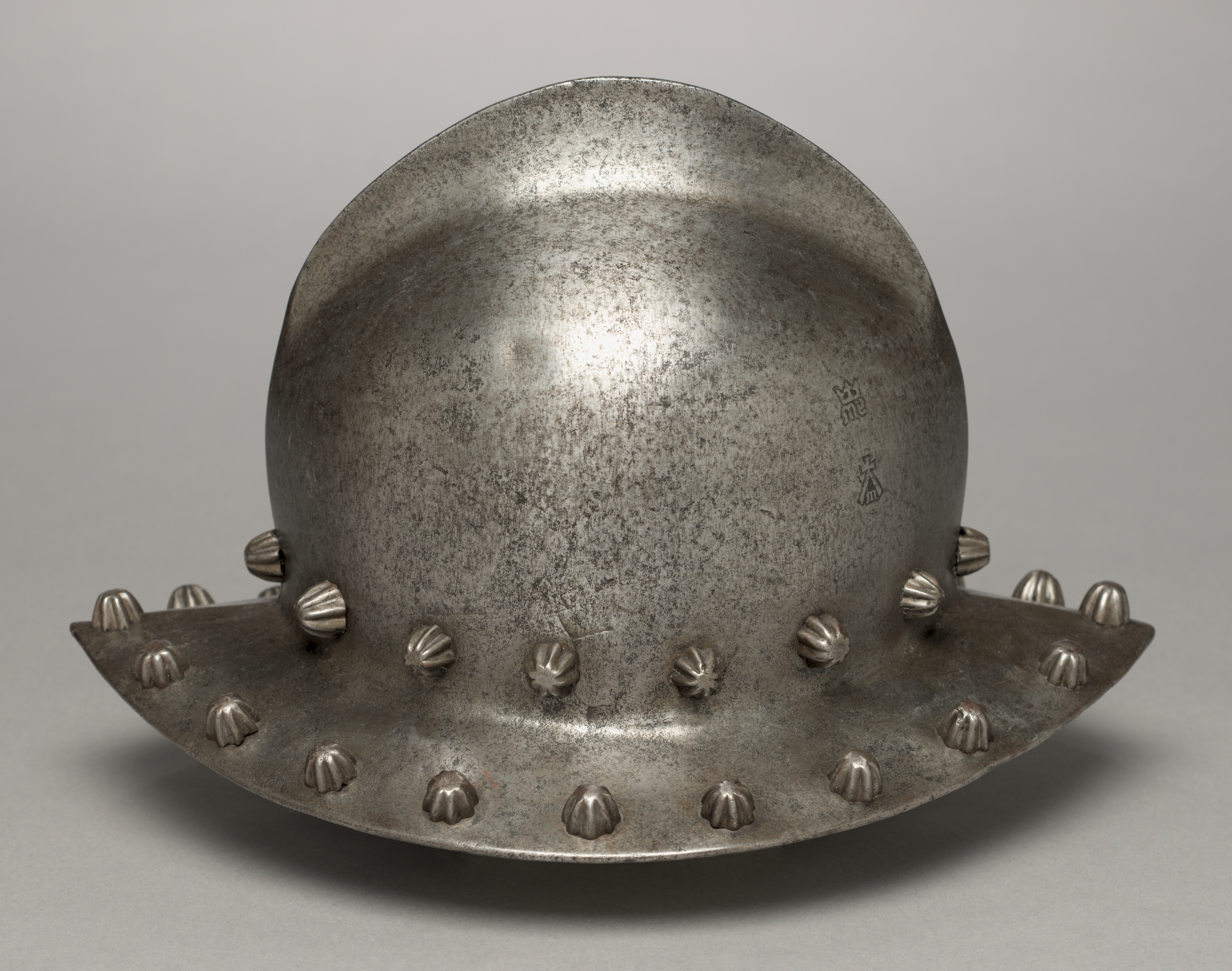
Exemplar aus Mailand (Italien, spätes 15. Jahrhundert)
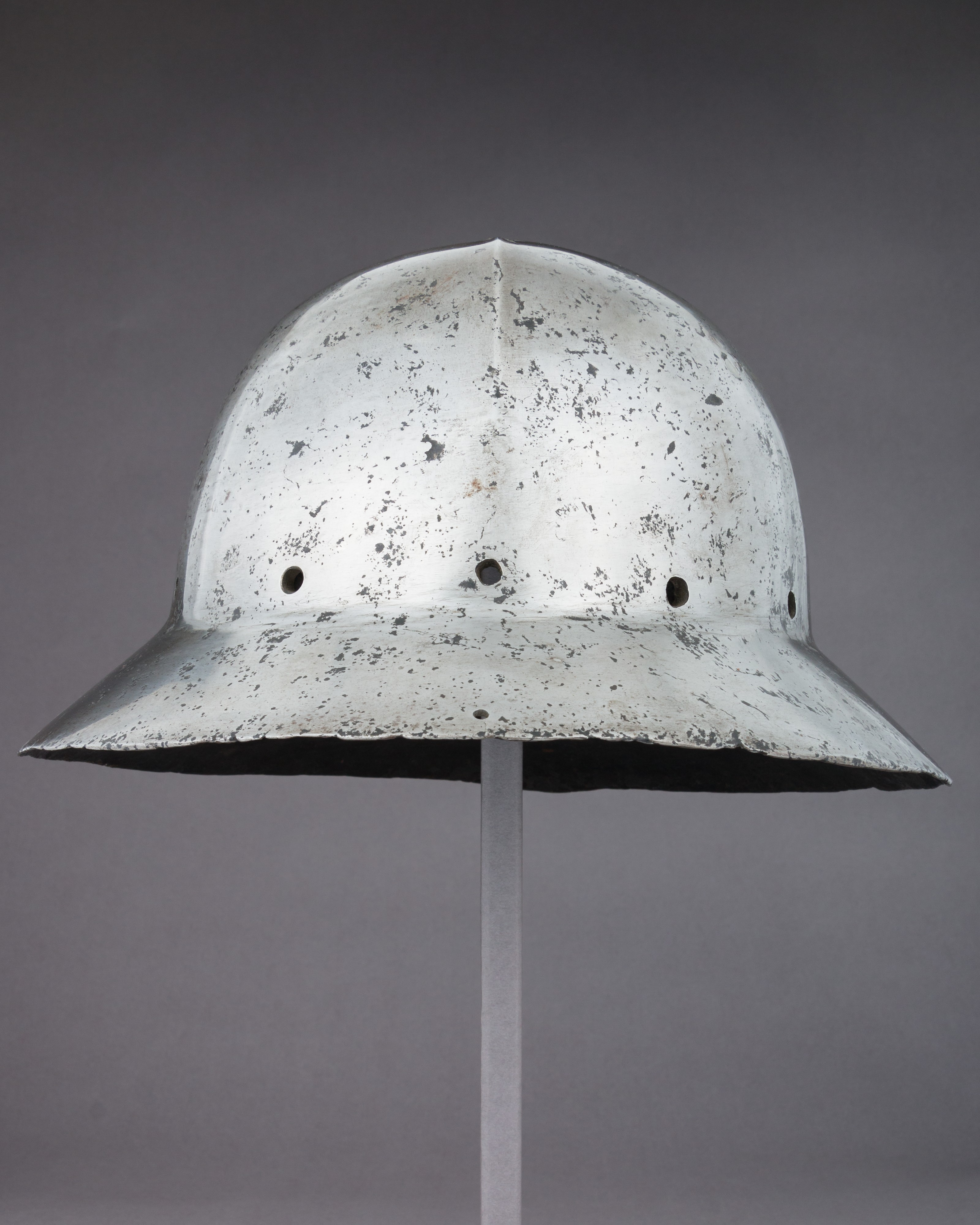
Ca. 17. Jahrhundert
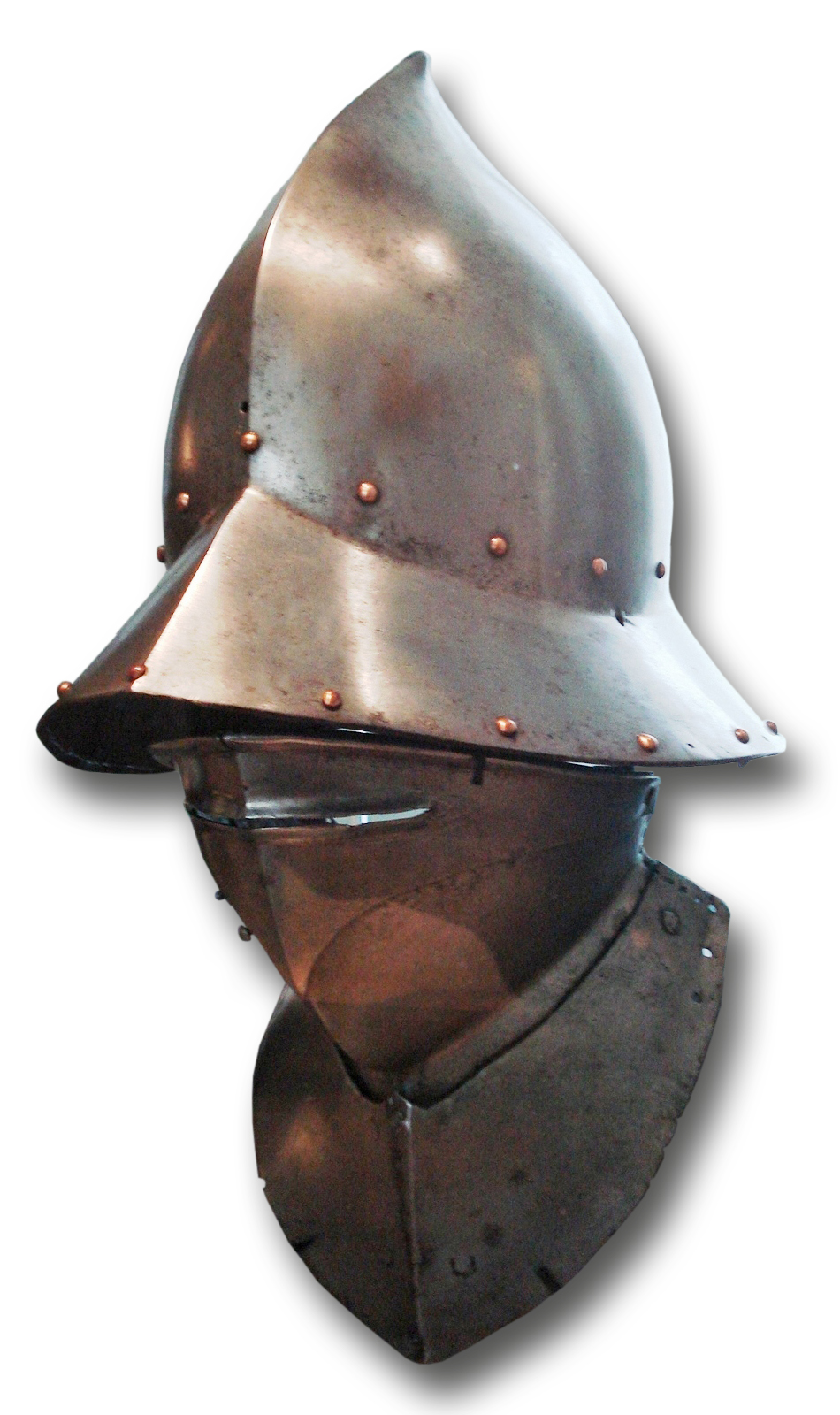
Spätmittelalterlicher Eisenhut (in Kombination mit einer Halsberge, 1470)

## Andere Helme in Hutform
Der Eisenhut war eine Helmform aus dem Mittelalter, aber es gab schon früher hutähnliche Helme. Der „Krieger von Capestrano“, eine Statue eines italischen Kriegers oder Königs aus dem 6. vorchristlichen Jahrhundert, trägt einen Helm in Hutform aus Bronze mit einem Helmbusch.
Japanische Krieger trugen die Jingasa, einen Helm in Form eines flachen Hutes.
Unter den ersten modernen Stahlhelmen aus dem Ersten Weltkrieg finden sich mehrere Konstruktionen, die dem mittelalterlichen Eisenhut sehr ähnlich waren. Das beste Beispiel ist der britische „Brodie-Helm“.